# 슈퍼맨의 저주
슈퍼맨의 저주(Superman curse)는 영화·드라마 등으로 각색한 슈퍼맨에 출연한 배우들 및 영화를 촬영한 스탭들에게 생긴 일련의 사고를 부르는 말이다.
‘슈퍼맨의 저주’란 미국에서 ‘슈퍼맨’과 관련된 영화나 드라마에 출연 또는 제작 관계를 했던 사람들의 의문의 또는 불행한 사고를 당해 사망하거나 크게 부상을 당하는 일들이 이어지면서 생긴 징크스이다.
‘슈퍼맨의 저주’의 시작은 TV 시리즈 ‘슈퍼맨’에서 주인공을 맡았던 조지 리브스가 총상을 입은 의문의 변사체로 발견된 것이였다. 물론 당시에는 유일한 일이었기 때문에 조지 리브스의 죽음을 ‘슈퍼맨의 저주’라고 부르지는 않았다.
하지만 그 뒤 할리우드에서 빅히트하며 전 세계를 ‘슈퍼맨’ 신드롬으로 몰아넣었던 영화 ‘슈퍼맨’으로 일약 미국의 국민배우가 되었던 크리스토퍼 리브가 낙마 사고로 전신 불구의 장애인이 되면서 서서히 ‘슈퍼맨의 저주’에 대한 이야기들이 나오기 시작했다. 그러다가 재기의 투지를 불태우며 미국인들을 감동 시켰던 크리스토퍼 리브가 돌연 심장마비로 2004년 사망하면서 본격적으로 ‘슈퍼맨의 저주’라는 말이 할리우드를 중심으로 떠돌게 된 것이다.
이 밖에도 영화 ‘슈퍼맨’에 출연했던 배우들 중에서 마고 키더는 교통사고를 당했고, ‘슈퍼맨3’에 출연했던 리처드 프라이어는 다변경화증이라는 질환을 앓고 있다고 한다.
2007년 7월 1일 MBC의 <신비한TV 서프라이즈>에서도 이 슈퍼맨의 저주에 관한 이야기를 소개한 바 있다.

## 같이 보기
- 할리우드랜드
- 케네디가의 저주